# リー・トムリン
リー・マーク・トムリン（Lee Marc Tomlin、1989年1月12日 - ）は、イングランド・レスター出身のプロサッカー選手。ポジションは、フォワード。

## 経歴

### クラブ
レスター・シティFCのアカデミーを経て、リーグ2に所属していたラシュデン・アンド・ダイアモンズFCで2005年10月にプロデビュー。
2010年8月、リーグ1のピーターバラ・ユナイテッドFCに移籍。
2014年1月、ミドルズブラFCに移籍。
2015年8月、プレミアリーグのAFCボーンマスに移籍金350万ポンドで移籍。
2016年7月、1月よりレンタルで加入していたブリストル・シティFCに完全移籍。
2017年7月、カーディフ・シティFCと3年契約を結んだ。
2021年10月4日、カーディフ・シティとの契約を解除し退団した。
2022年2月25日、ウォルソールFCに移籍した。
2022年夏、ドンカスター・ローヴァーズFCに移籍。
2022年10月1日、負傷により一旦現役引退を表明したが、同年12月1日にコーチ兼任選手としてイルクストン・タウンFCに加入。

### 代表
2009年、イングランドC代表として2試合に出場した。

## タイトル
個人
- カンファレンス・ナショナル年間ベストイレブン: 2009-10
- フットボールリーグ・チャンピオンシップ月間MVP: 2015年1月